# Ezosmodzgavari
L'ezosmodzgavari (georgià: ეზოსმოძღვარი) era el cap de la cort del regne d'Ibèria. Era una personalitat molt important i, de fet, la persona de més rang que no era membre de la família reial. En textos grecs, hom s'hi referia com a ἐπίτροπος (epítropos), terme traduïble per 'administrador'.